# Геркулес (саундтрек)
| Оценки критиков | Оценки критиков |
| Источник        | Оценка          |
| --------------- | --------------- |
| Allmusic        | [ 1 ]           |
| Filmtracks      | [ 2 ]           |
| Sputnikmusic    | 3.5/5           |

Геркулес (саундтрек) (англ. Hercules: An Original Walt Disney Records Soundtrack) — это официальный саундтрек к мультфильму студии «Disney» «Геркулес» 1997 года. Он состоит из музыки, написанной композитором Аланом Менкеном и песен, написанных Менкеном и Дэвидом Зиппелем,. Альбом также включает сингл-версию «Go the Distance» исполненную Майклом Болтоном.

## Производство
В 1994 году Дэвид Зиппель был приглашён написать слова для песен для мультфильма вместе с Аланом Менкеном. Зиппель ранее сотрудничал с Менкеном в кабаре ревю под названием «It’s Better With a Band» (с англ. — «Лучше с группой») и в мюзикле «Бриллианты» поставленного Харольдом Принсом. Что характерно для мультфильма, идея включить в песни госпел-музыку была предложена сосценаристом, сопродюсером и сорежиссёром Джоном Маскером, хотя Менкен предпочёл «что-то очень классическое и греческое — подход Кандид». Маскер объяснил: «Госпел — это музыка, рассказывающая истории. Он может быть волнующим, особенно когда все встают на ноги. Мы искали современный эквивалент греческих отсылок, и этот стиль музыки казался интересным и в то же время настоящим отступлением». Первоначально Disney обратился к Spice Girls с просьбой озвучить Муз после приглашения спеть одну из песен, но они отклонили предложение из-за конфликтов в расписании.
Для сингл-версии «Go the Distance» Майкл Болтон был лично выбран Менкеном для записи песни, в которой Columbia Records заплатила не разглашаемую сумму Walt Disney Records за права на саундтрек. Для испанской версии мультфильма, «Go the Distance» была переделана Рики Мартином и выпущена как сингл под названием «No Importa La Distancia» и также имела большой успех и в США, и за их пределами. В турецкой версии мультфильма, «Go the Distance» была исполнена Тарканом, который также исполнил вокал для взрослого Геркулеса. «Go the Distance» была номинирована на премию «Оскар» за лучшую оригинальную песню, и на премию «Золотой глобус» за лучшую оригинальную песню, но в конечном итоге проиграла обе из-за хита Селин Дион «My Heart Will Go On» из фильма «Титаник».
Белинда Карлайл записала две версии «I Won't Say (I'm in Love)» а также музыкальное видео в рекламных целях. Хотя английская версия в конечном итоге отказалась от неё, в некоторых иностранных дубляжах она используется вместо репризы «A Star Is Born» в финальных титрах. Эти дубляжи включают, но не ограничиваются: шведский, финский, исландский и русский. DVD-релиз шведского дубляжа заменил её репризой «A Star Is Born».

## Трэк-лист
Все тексты написаны Дэвидом Зиппелем, вся музыка написана Аланом Менкеном.
| №                   | Название                                 | Исполнитель(и)                                                               | Длительность |
| ------------------- | ---------------------------------------- | ---------------------------------------------------------------------------- | ------------ |
| 1.                  | «Long Ago...»                            | Чарлтон Хестон                                                               | 0:30         |
| 2.                  | «The Gospel Truth I/Main Title»          | Лилиас Уайт, ЛаШанз, Роз Райан, Шерил Фриман и Ванеса Й. Томас               | 2:25         |
| 3.                  | «The Gospel Truth II»                    | Роз Райан                                                                    | 0:59         |
| 4.                  | «The Gospel Truth III»                   | Лилиас Уайт, ЛаШанз, Роз Райан, Шерил Фриман и Ванеса Й. Томас               | 1:05         |
| 5.                  | «Go the Distance»                        | Роджер Барт                                                                  | 3:14         |
| 6.                  | «Oh Mighty Zeus»                         |                                                                              | 0:46         |
| 7.                  | «Go the Distance (Реприза)»              | Роджер Барт                                                                  | 0:57         |
| 8.                  | «One Last Hope»                          | Дэнни Де Вито                                                                | 3:00         |
| 9.                  | «Zero to Hero»                           | Тавата Эйджи, Лилиас Уайт, ЛаШанз, Роз Райан, Шерил Фриман и Ванеса Й. Томас | 2:20         |
| 10.                 | «I Won't Say (I'm in Love)»              | Сьюзан Иган, Лилиас Уайт, ЛаШанз, Роз Райан, Шерил Фриман и Ванеса Й. Томас  | 2:20         |
| 11.                 | «A Star Is Born»                         | Лилиас Уайт, ЛаШанз, Роз Райан, Шерил Фриман и Ванеса Й. Томас               | 2:04         |
| 12.                 | «Go the Distance (Сингл)»                | Майкл Болтон                                                                 | 4:42         |
| 13.                 | «The Big Olive»                          |                                                                              | 1:07         |
| 14.                 | «The Prophecy»                           |                                                                              | 0:53         |
| 15.                 | «Destruction of the Agora»               |                                                                              | 2:07         |
| 16.                 | «Phil's Island»                          |                                                                              | 2:25         |
| 17.                 | «Rodeo»                                  |                                                                              | 0:39         |
| 18.                 | «Speak of the Devil»                     |                                                                              | 1:30         |
| 19.                 | «The Hydra Battle»                       |                                                                              | 3:28         |
| 20.                 | «Meg's Garden»                           |                                                                              | 1:14         |
| 21.                 | «Hercules' Villa»                        |                                                                              | 0:37         |
| 22.                 | «All Time Chump»                         |                                                                              | 0:38         |
| 23.                 | «Cutting the Thread»                     |                                                                              | 3:23         |
| 24.                 | «A True Hero/A Star Is Born (End Title)» | Лилиас Уайт, ЛаШанз, Роз Райан, Шерил Фриман и Ванеса Й. Томас               | 5:33         |
| Общая длительность: | Общая длительность:                      | Общая длительность:                                                          | 47:56        |

## Чарты и сертификации

### Чарты альбома
| Чарт (1997)                 | Высшая позиция |
| --------------------------- | -------------- |
| Канада (RPM Top Albums/CDs) | 88             |
| US Billboard 200            | 37             |

### Чарты сингла
| Год  | Сингл             | Исполнитель  | Чарт              | Позиция |
| ---- | ----------------- | ------------ | ----------------- | ------- |
| 1997 | «Go the Distance» | Майкл Болтон | Billboard Hot 100 | 24      |

### Сертификации альбома
| Регион                                                      | Сертификация | Продажи  |
| ----------------------------------------------------------- | ------------ | -------- |
| Канада (Music Canada)                                       | Золотой      | 50 000^  |
| США (RIAA)                                                  | Золотой      | 500 000^ |
| ^ Данные о тиражах приведены только на основе сертификации. |              |          |